# Bundesfest (Schützen)
Das Bundesfest (auch Bundesschützenfest) findet jährlich an einem Septemberwochenende statt. Es wird organisiert vom Bund der historischen deutschen Schützenbruderschaften in enger Zusammenarbeit mit einer lokalen Schützenbruderschaft. Regelmäßig nehmen 20.000 bis 40.000 Schützen an diesem Fest teil. Mindestens ebenso viele Besucher säumen den Zugweg des Festumzugs am Abschlusstag.

## Veranstaltungen
- Freitags findet zum Auftakt ein ökumenischer Gottesdienst statt. Es folgen die Kranzniederlegung und der Zapfenstreich.
- Samstags werden die Könige im Königsschießen ermittelt. Im Anschluss findet die Proklamation des Bundeskönigs und der  Diözesankönige statt, meist verbunden mit einem Empfang der ausrichtenden Stadt. Beide Abende klingen mit einem großen Fest aus.
- Der Sonntag beginnt mit einem Festgottesdienst unter freiem Himmel, gefolgt vom Festumzug aller gemeldeten Schützenvereine mit vielen Musikkapellen.

## Veranstaltungsorte ab 1953
- 2025 Mönchengladbach[2]
- 2024 Rietberg[3][4]
- 2023 Mayen[5]
- 2022 Delbrück-Ostenland[6]
- 2021 ausgefallen; geplant in Mönchengladbach[7][8]
- 2020 ausgefallen; geplant in Löningen[9]

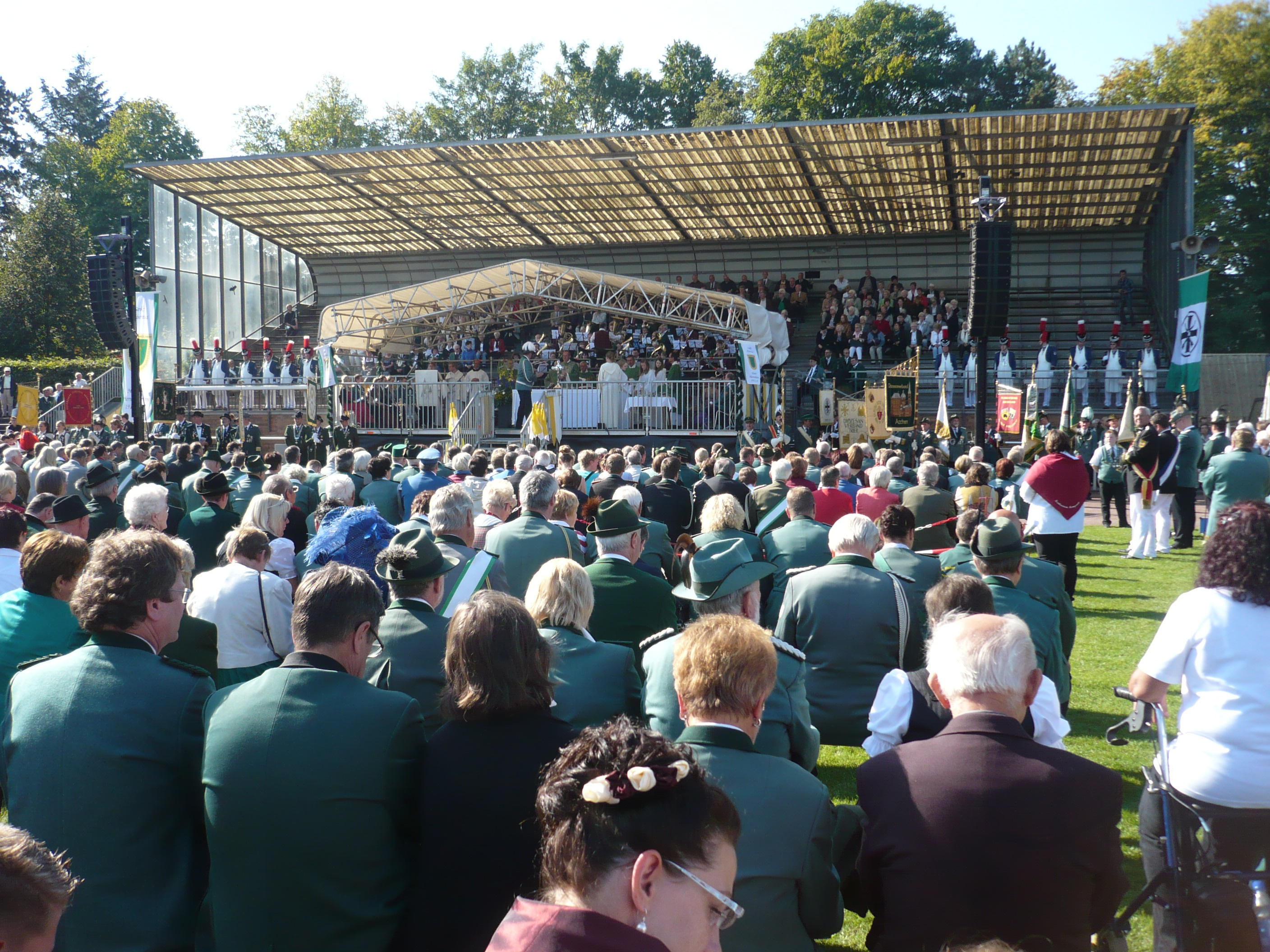
Bundesfest 2012: Festgottesdienst im Hürther Stadion

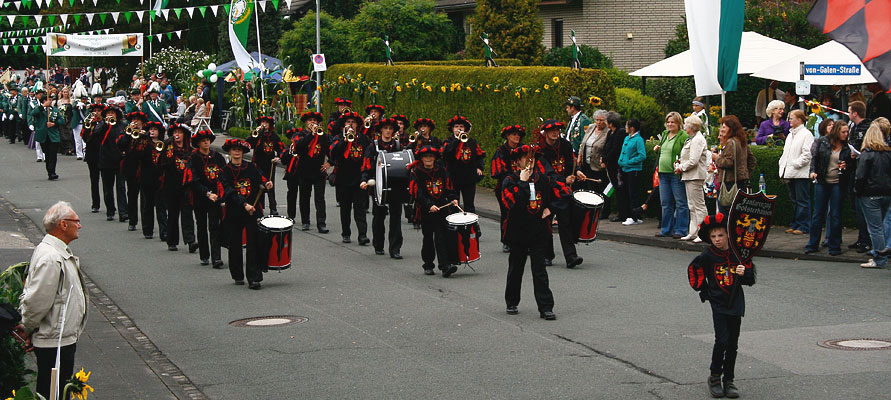
Festumzug beim Bundesfest 2009 in Hövelhof

- 2019 Schloß Neuhaus[10]
- 2018 Xanten[11]
- 2017 Heinsberg[12]
- 2016 Werlte[13]
- 2015 Büttgen[14]
- 2014 Kerkrade (NL)[15]
- 2013 Geseke[16]

- 2012 Hürth[17][18]
- 2011 Harsewinkel
- 2010 Vechta
- 2009 Hövelhof
- 2008 Beverungen
- 2007 Ahrweiler
- 2006 Kaarst
- 2005 Leverkusen
- 2004 Korschenbroich
- 2003 Xanten
- 2002 Delbrück
- 2001 Emmerich am Rhein
- 2000 Erkelenz
- 1999 Mayen
- 1998 Düren
- 1997 Coesfeld
- 1996 Troisdorf
- 1995 Schloß Neuhaus
- 1994 Münster
- 1993 Garrel
- 1992 Mettmann
- 1991 Gütersloh
- 1990 Kempen
- 1989 Bonn
- 1988 Langenfeld (Rheinland)
- 1987 Kleve
- 1986 Mönchengladbach
- 1985 Bergisch Gladbach
- 1984 Trier
- 1983 Aachen
- 1982 Vechta
- 1981 Koblenz
- 1980 Neuss
- 1979 Bonn
- 1978 Köln
- 1977 Paderborn
- 1976 Münster
- 1975 Aachen
- 1974 Coesfeld
- 1973 Koblenz
- 1972 Mönchengladbach
- 1971 Monheim am Rhein
- 1970 Würselen
- 1969 Bad Godesberg
- 1968 Brühl
- 1967 Cloppenburg
- 1966 Gemünd
- 1965 Trier
- 1964 Siegburg
- 1963 Kevelaer
- 1962 Werl
- 1961 Coesfeld
- 1960 Bad Godesberg
- 1959 Euskirchen
- 1958 Paderborn
- 1957 Duisburg
- 1956 Mönchengladbach
- 1955 Neuss
- 1954 Münster
- 1953 Köln